# Deva (budismo)

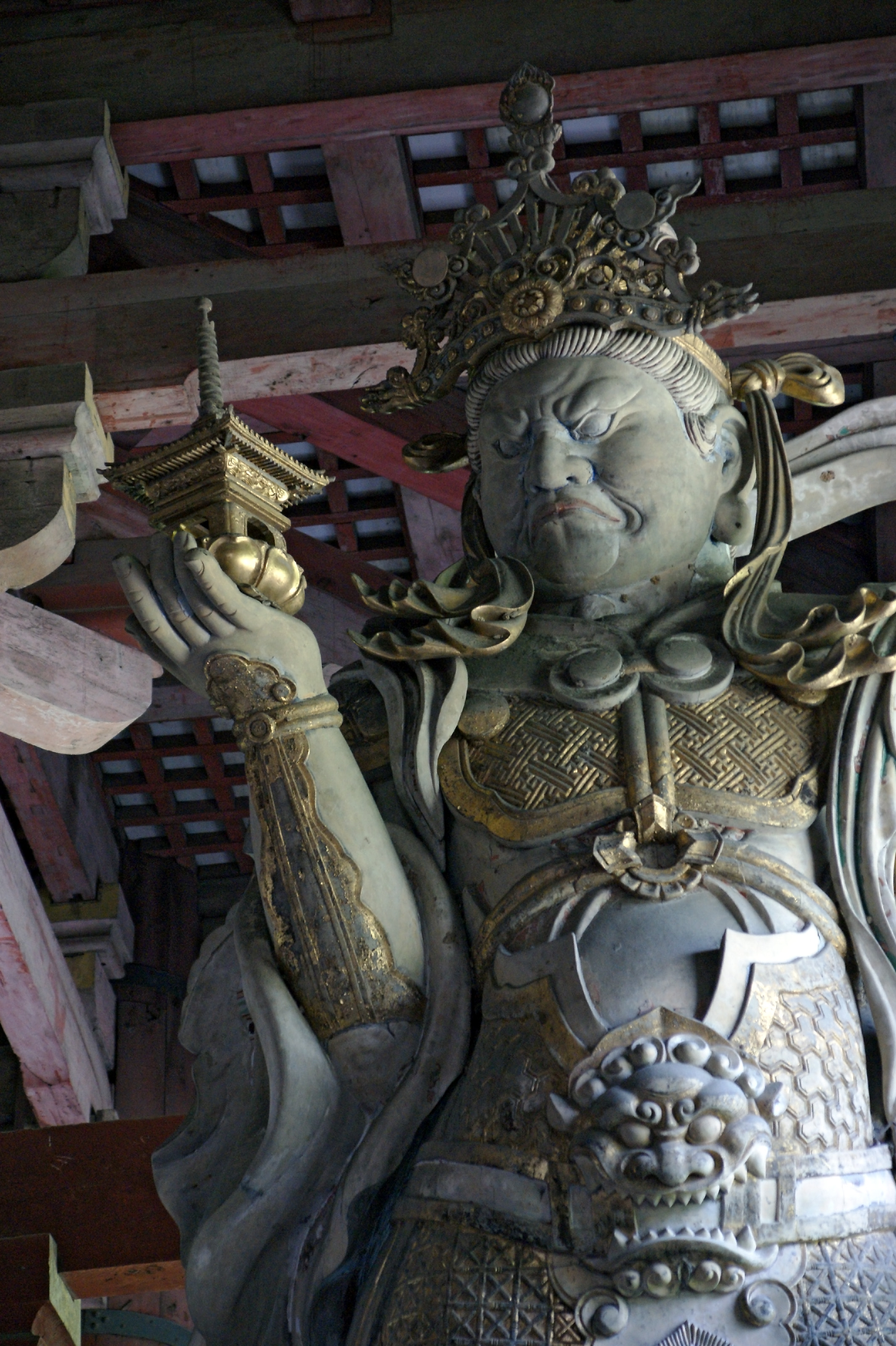
Tōdai-ji

En el marco del budismo, un deva (देव en letras devanagari del idioma sánscrito) es una entidad usualmente benévola. Aunque a menudo traducido como «dioses», a diferencia del concepto de deva en el hinduismo, en el budismo no son tratados o reverenciados cómo dioses propiamente tal en el sentido occidental.
Se trata de diversos tipos de seres no humanos que comparten las características de ser más poderosos, vivir más tiempo y, en general, vivir mejor que el ser humano promedio. Su gobernante sería Sakra, si bien el Deva budista que está sobre los demás devas sería el gran Brahma. Algunos de ellos cumplirían la función de Dharmapala (un protector del budismo).
Para el budismo los devas también están sometidos al mundo sin permanencia y sujetos al samsara e igualmente para perder la necesidad de renacer y alcanzar el nirvana deben seguir el camino indicado por Buda, el cual no es un deva, sino algo superior:  un Buda es el maestro supremo de hombres y dioses.
Otras palabras usadas en textos budistas para referirse a seres supernaturales similares son devatā (‘deidad’)[cita requerida] y devaputra (devaputta en pali) ‘hijo de deidades’.[cita requerida]. 
Sus equivalentes femeninos serían las Dakinis.
Sinónimos de los Devas budistas en otros idiomas son:
- 천 [cheon] (idioma coreano)
- lha (idioma tibetano)
- 天 [ten] (idioma japonés)
- тэнгэр [tenger] (idioma mongol)
- tep o preah (idioma camboyano)
- thiên (idioma vietnamita)
- 天 [tiān] (idioma chino)

El concepto fue adoptado en Japón en parte por ser similar al concepto de kami en el Sintoísmo.

## Poderes y rangos de los deva
Desde una perspectiva humana, los deva comparten la característica de ser invisibles al ojo físico humano. Se dice que la presencia de un deva se puede detectar por aquellos humanos que han abierto el ojo divino o divia chakṣus, un poder de percepción extrasensorial o abhijna por el cual uno puede ver o percibir seres de otros planos de existencia. Sus voces también se pueden oír por aquellos que han cultivado un poder similar del oído.
Los devas presentan diferentes niveles de existencias, dividiéndose generalmente entre devas superiores e inferiores; siendo el gran Brahma el principal de los devas budistas y el más cercano a Buda. 
La mayoría de los deva también son capaces de construir formas ilusorias por las cuales se pueden manifestar a seres de mundos inferiores; incluso los deva superiores e inferiores tienen que hacer esto para comunicarse entre sí.
Los deva no requieren el mismo tipo de sustento como el de los humanos, sin embargo los tipos inferiores si necesitan comer y beber. Los deva superiores brillan con su propia luz intrínseca.
Los deva también son capaces de moverse grandes distancias rápidamente y volar por el aire, sin embargo los deva inferiores logran esto a través de ayudas mágicas tales como una carroza voladora.
Viven en el Reino de los Deva.